# 동부회색청서
동부회색청서(영어: Eastern gray squirrel, Sciurus carolinensis)는 북미 지역에 주로 서식하는 청서속에 속하는 청설모의 일종이다. 도시 환경에서도 잘 적응했기 때문에, 미국이나 캐나다의 공원에서도 흔히 볼 수 있다.
청서속에 속하는 동부회색청서는 유라시아의 줄무늬가 있는 다람쥐(chipmunk)가 아닌 미국과 유럽의 청서나 여우청서 같은 청설모(squirrel) 종류이다.

## 분포
주로 미국 동부 및 중서부와 캐나다 동부의 남쪽 지역에 분포하지만, 북미 다른 지역까지 서식지를 급속도로 넓혀가고 있다. 일부는 유럽, 호주, 남아공 지역으로 건너가기도 하였다. 유럽으로 건너간 동부회색청서는 천적이 별로 없는 환경에서 빠르게 번식해 나가, 유럽에서 유라시아 토종인 청서를 위협하는 외래 생태교란종으로 인식된다. 현재의 번식 속도대로라면 장기적으로 유럽 대륙은 물론 유라시아의 상당 부분에 걸쳐 서식지를 넓혀나갈 것으로 예상되고 있다. 한편 호주로 건너간 동부회색청서는 정착에 실패하여 1973년 절멸하였다.

## 습성

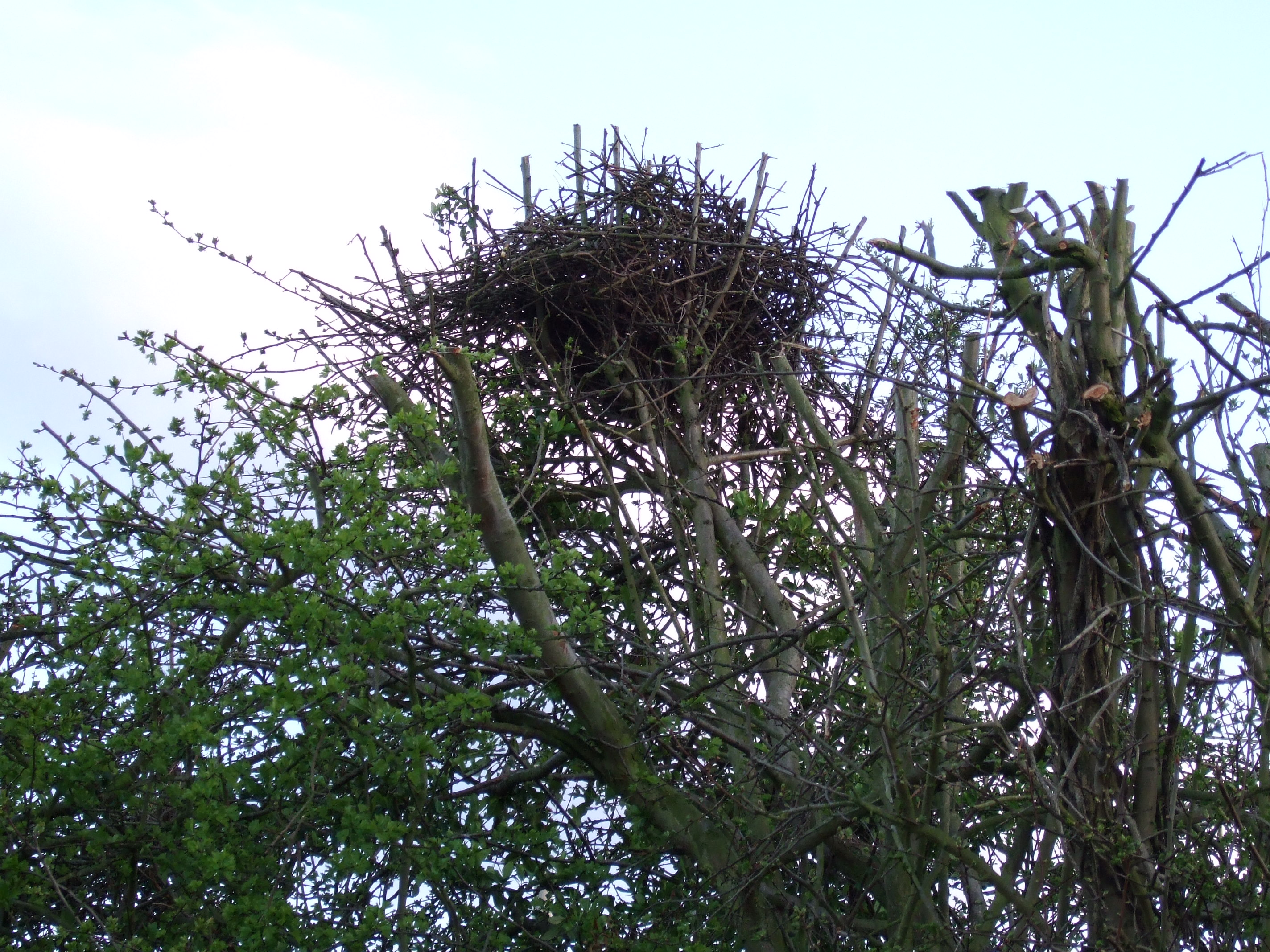
동부회색청서의 둥지

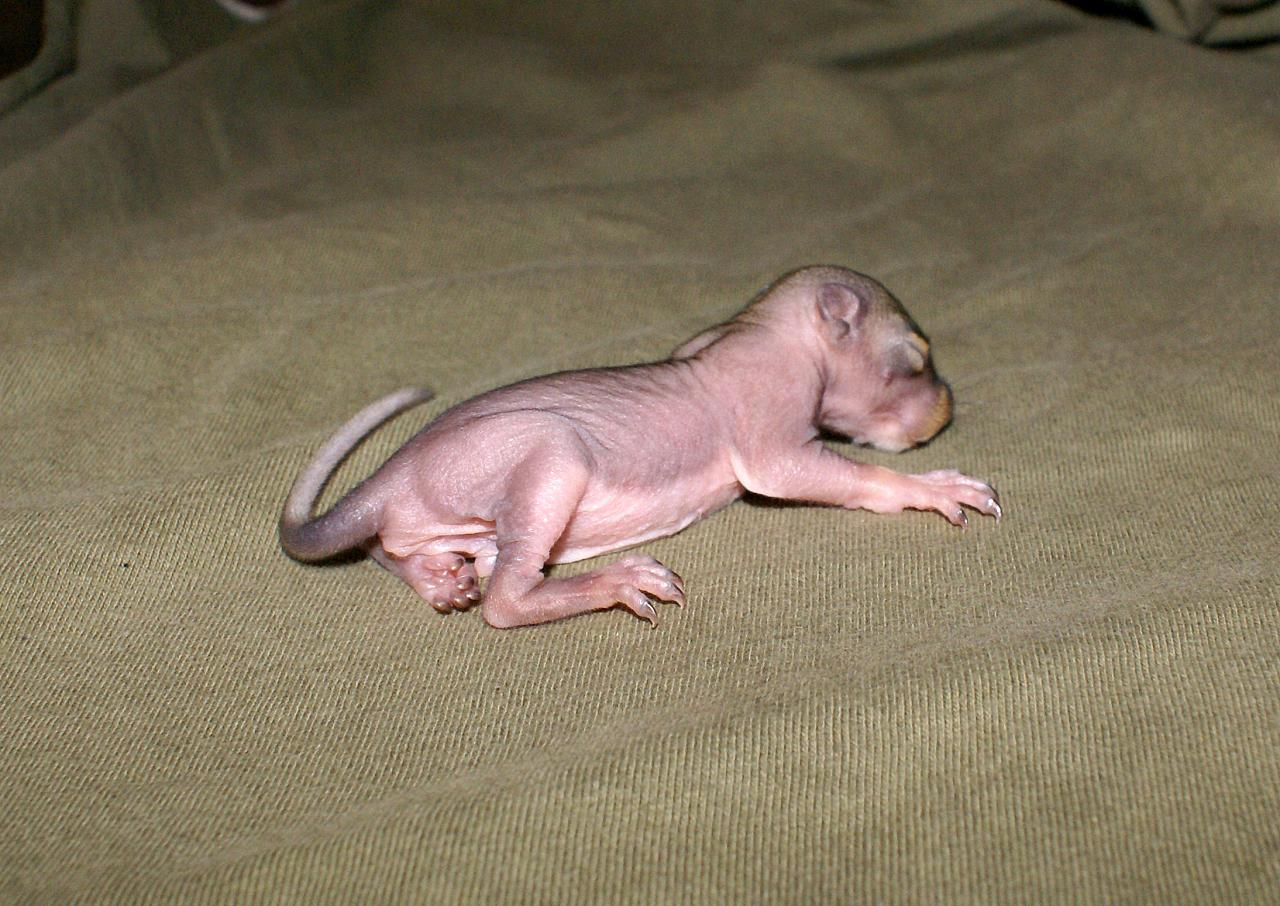
갓 태어난 동부회색청서의 새끼

다른 다람쥐과 동물들과 마찬가지로 먹이가 풍부할 때 땅 속이나 나무 줄기 사이에 먹이를 저장해 두었다가, 먹이가 부족할 때 꺼내먹는 습성이 있다. 일반적으로 한 개체가 수천개의 먹이 저장소를 만든다고 알려져 있으며, 그 중 상당수는 다시 찾지 못 한다고 한다.
동부회색청서는 박명박모성이라 주로 이른 아침이나 늦은 낮에 활동하며, 한여름에는 무더위를 피하는 경향이 있다. 같은 청서속인 청서와 마찬가지로, 겨울에도 겨울잠을 자지 않고 왕성하게 활동하며 저장한 먹이를 찾아다닌다.
동부회색청서는 나무 위 같은 높은 곳에 나뭇가지나 마른 이파리 등으로 만든 둥지에서 새끼를 기르며 생활하는데, 가끔 사람이 사는 주택의 지붕 같은 곳에 둥지를 지어 해충이나 병원균을 옮기거나 전선과의 접촉으로 화재의 원인이 되기도 한다.
사람이 거주하는 곳에 서식하는 동부회색청서들은 사람이 종종 던져주는 먹이에 익숙해져 사람을 무서워하지 않는 경우가 적지 않다.

### 천적
동부회색청서의 천적으로는 인간, 매, 족제비, 아메리카너구리, 여우, 고양이, 개 등이 있다. 미국 일부 지역에서는 종종 청설모를 사냥해서 요리해 먹으며, 영국에서는 외래종 퇴치를 위해 동부회색청설모 고기를 권장하고 시중에 판매하기 때문에, 인간도 천적에 포함된다.

### 번식
외래종 전문가 단체(Invasive Species Specialist Group)에서 세계 최악의 생태교란종 100종 중 하나로 선정할 만큼 생존력과 번식력이 막강하여, 한 해에 보통 1-2마리의 새끼를 낳는다.

### 먹이
동부회색청서는 나무 줄기, 식물의 눈, 베리류, 식물의 씨앗, 견과류, 일부 버섯류 등 다양한 먹이를 먹는다. 뿐만 아니라, 사람이 거주하는 곳에 서식하는 동부회색청서들은 사람이 버리거나 던져주는 여러 가지 음식을 주워 먹기도 한다.

## 같이 보기
- 서부회색청서
- 애리조나회색청서
- 멕시코회색청서